# Katarina Marinič
Katarina Marinič, slovenska gospodinja, * 30. oktober 1899, Deskle, Avstro-Ogrska (zdaj Slovenija), † 2. september 2010, Nova Gorica.
Znana je kot prva Slovenka, ki je dopolnila 110 let starosti, in druga najdlje živeča Slovenka v zgodovini.

## Življenjepis
Rodila se je kot deveti otrok očetu Antonu in mami Mariji Gabršček v Desklah v Soški dolini. V rojstnem kraju je obiskovala osnovno šolo, med prvo svetovno vojno pa je bila družina prisiljena za štiri leta oditi v begunstvo v Avstrijo zaradi hudih bojev na soški fronti. V tem času je dve leti delala na Dunaju v tovarni čokolade, nato pa obiskovala gostinsko šolo. Ob vrnitvi so našli domačijo porušeno, zato je šla Katarina za dve leti za deklo k sestrični v Ljubljano. Leta 1929 se je poročila z Rudolfom Mariničem, par ni imel otrok. Od njegove smrti leta 1967 je živela sama.
Ob dopolnjenem 110. letu je postala 78. znana superstoletnica na svetu in prva vzhodnoevropejka, ki je potrjeno dosegla to starost. Po zlomu kolka, zadnjih 13 let življenja, je prebivala v domu starostnikov v Novi Gorici, kjer je tudi umrla. Še vedno drži rekord za najdlje živečo Slovenko v zgodovini.